# Gugu Mbatha-Raw
Gugu Mbatha-Raw, all'anagrafe Gugulethu Sophia Mbatha-Raw (Oxford, 21 aprile 1983), è un'attrice britannica.

## Biografia
Mbatha-Raw nasce ad Oxford, nell'Oxfordshire, il 21 aprile del 1983, figlia di Patrick Mbatha, un medico sudafricano di etnia xhosa, e di Anne Raw, un'infermiera inglese. Il suo nome, Gugulethu, una contrazione di igugu lethu, significa letteralmente "il nostro orgoglio" in lingua zulu. Grazie ad una borsa di studio, studia recitazione presso la Royal Academy of Dramatic Art di Londra. Dopo essersi diplomata nel 2004, inizia a lavorare in teatro. Ottiene i ruoli principali di Cleopatra e Giulietta in Antonio e Cleopatra e Romeo e Giulietta portati in scena al Royal Exchange di Manchester.
Per la televisione lavora in varie serie televisive britanniche, tra cui Vital Signs, Spooks, Doctor Who e Bonekickers - I segreti del tempo. Nel 2007 ottiene il suo primo ruolo cinematografico nel film Closure - Vendetta a due. Nel 2009 lavora a teatro al fianco di Jude Law nell'Amleto portato in scena Donmar Warehouse, in cui l'attrice recita nel ruolo di Ofelia.
Nel 2010 è la protagonista, assieme a Boris Kodjoe, della serie televisiva statunitense Undercovers, creata da J. J. Abrams. La serie non riscontra il successo sperato e viene cancellata ancora prima dei tredici episodi previsti. Nel 2011 ottiene una parte secondaria nel film di Tom Hanks L'amore all'improvviso - Larry Crowne. Nello stesso anno viene scelta come co-protagonista, al fianco di Kiefer Sutherland, della serie televisiva Touch, che ha debuttato sul network Fox nel gennaio 2012. Nel 2013 è la protagonista del film La ragazza del dipinto di Amma Asante, mentre nel 2016 riceve attenzione per la partecipazione all'episodio San Junipero della terza stagione della serie TV Black Mirror.
Dal 2021 al 2023 interpreta il ruolo della giudice Ravonna nella serie dell'MCU Loki, al fianco di Tom Hiddleston e Owen Wilson.

## Filmografia

### Attrice

#### Cinema
- Closure - Vendetta a due (Straightheads), regia di Dan Reed (2007)
- Act of God, regia di Sean Faughnan, Ezna Sands e Petros Silvestros (2009)
- All My Dreams on VHS, episodio di Capture Anthologies: Love, Lust and Tragedy, regia di Timothy X. Atack (2010)
- L'amore all'improvviso - Larry Crowne (Larry Crowne), regia di Tom Hanks (2011)
- Il luogo delle ombre (Odd Thomas), regia di Stephen Sommers (2013)
- La ragazza del dipinto (Belle), regia di Amma Asante (2013)
- Beyond the Lights - Trova la tua voce (Beyond the Lights), regia di Gina Prince-Bythewood (2014)
- Jupiter - Il destino dell'universo (Jupiter Ascending), regia di Lana e Andy Wachowski (2015)
- Zona d'ombra (Concussion), regia di Peter Landesman (2015)
- Free State of Jones, regia di Gary Ross (2016)
- Miss Sloane - Giochi di potere (Miss Sloane), regia di John Madden (2016)
- Una doppia verità (The Whole Truth), regia di Courtney Hunt (2016)
- La bella e la bestia (Beauty and the Beast), regia di Bill Condon (2017)
- The Cloverfield Paradox, regia di Julius Onah (2018)
- L'unica (Irreplaceable You), regia di Stephanie Laing (2018)
- Nelle pieghe del tempo (A Wrinkle in Time), regia di Ava DuVernay (2018)
- Fast Color, regia di Julia Hart (2018)
- Motherless Brooklyn - I segreti di una città (Motherless Brooklyn), regia di Edward Norton (2019)
- Il concorso (Misbehaviour), regia di Philippa Lowthorpe (2020)
- Alice e Peter (Come Away), regia di Brenda Chapman (2020)
- Giorni d'estate (Summerland), regia di Jessica Swale (2020)
- Lift, regia di F. Gary Gray (2024)

#### Televisione
- Holby City – serie TV, episodio 7x14 (2005)
- Legless, regia di Matt Greenhalgh – film TV (2005)
- Walk Away and I Stumble, regia di Nick Hurran – film TV (2005)
- Vital Signs – serie TV, 5 episodi (2006)
- Viva Blackpool, regia di Catherine Morshead – film TV (2006)
- Spooks – serie TV, 9 episodi (2006)
- Born Equal, regia di Dominic Savage – film TV (2006) – non accreditata
- Bad Girls – serie TV, episodi 8x06-8x11 (2006)
- Dead Clever: The Life and Crimes of Julie Bottomley, regia di Dearbhla Walsh – film TV (2007)
- Miss Marple - Prova d'innocenza (Marple: Ordeal by Innocence), regia di Moira Armstrong – film TV (2007)
- Doctor Who – serie TV, 4 episodi (2007)
- Trial & Retribution – serie TV, episodio 11x07 (2008)
- Fallout, regia di Ian Rickson – film TV (2008)
- Bonekickers - I segreti del tempo (Bonekickers) – serie TV, 6 episodi (2008)
- Il romanzo di Amanda (Lost in Austen) – miniserie TV, 2 puntate (2008)
- Undercovers – serie TV, 13 episodi (2010-2011)
- Touch – serie TV, 13 episodi (2012)
- Easy – serie TV, 2 episodi (2016-2019)
- Black Mirror – serie TV, episodio 3x04 (2016)
- The Morning Show – serie TV, 10 episodi (2019)
- Loki - serie TV, 10 episodi (2021-2023)
- The Girl Before - serie TV, 4 episodi (2021)
- Surface - serie TV, 16 episodi (2022-2025)

### Doppiatrice
- La bella e la bestia (Beauty and the Beast), regia di Bill Condon (2017)
- Dark Crystal - La resistenza (The Dark Crystal: Age of Resistance) - serie TV (2019)

## Teatro
- Antonio e Cleopatra, di William Shakespeare, regia di Braham Murray. Royal Exchange Theatre di Manchester (2005)
- Romeo e Giulietta, di William Shakespeare, regia di Jacob Murrey, con Andrew Garfield. Royal Exchange Theatre di Manchester (2005)
- Gethsemane, di David Hare, regia di Howard Davies. National Theatre di Londra (2008)
- Amleto, di William Shakespeare, regia di Michael Grandage, con Jude Law. Wyndham's Theatre di Londra, Castello di Elsinore di Helsingør e Broadhurst Theatre di Broadway (2009)
- Nell Gwynn, di Jessica Swale, regia di Christopher Luscombe. Globe Theatre di Londra (2015)

## Doppiatrici italiane
- Domitilla D'Amico in Miss Marple, Una doppia verità, Miss Sloane - Giochi di potere, L'unica, The Morning Show
- Letizia Scifoni in Undercovers, Black Mirror, Easy
- Ilaria Latini in L'amore all'improvviso - Larry Crowne, Dark Crystal - La resistenza
- Perla Liberatori in Motherless Brooklyn - I segreti di una città, Il concorso
- Eleonora Reti in Loki, Surface
- Gemma Donati in Doctor Who
- Gaia Bolognesi in Bonekickers - I segreti del tempo
- Claudia Razzi in Touch
- Deborah Morese in Il luogo delle ombre
- Alessia Amendola in La ragazza del dipinto
- Angela Brusa in Jupiter - Il destino dell'universo
- Rossella Acerbo in Zona d'ombra
- Monica Bertolotti in Free State of Jones
- Chloé Barreau in La bella e la bestia[5]
- Gea Riva in The Cloverfield Paradox
- Chiara Gioncardi in Nelle pieghe del tempo
- Eva Padoan in Fast Color
- Myriam Catania in Giorni d'estate
- Jessica Bologna in Lift

## Riconoscimenti
- Premi BAFTA
  - 2015 – Candidatura come miglior stella emergente
- Satellite Award
  - 2015 – Candidatura come miglior attrice protagonista per La ragazza del dipinto
- Empire Awards
  - 2015 – Miglior debutto femminile per La ragazza del dipinto[6]